# Ẓāʾ
Ẓāʾ (ظ) – siedemnasta litera alfabetu arabskiego. Używana jest do oznaczenia dźwięku [ðˁ], tj. faryngalizowanej spółgłoski szczelinowejmiędzyzębowej dźwięcznej. Pochodzi od arabskiej litery ط.
W języku polskim litera ẓāʾ jest transkrybowana za pomocą litery Z.
W arabskim systemie liczbowym literze ẓāʾ odpowiada liczba 900.

## Postacie litery
| Postać: | izolowana | końcowa | środkowa | początkowa |
| ------- | --------- | ------- | -------- | ---------- |
| Wygląd: | ظ‬         | ـظ‬      | ـظـ‬      | ظـ‬         |

## Kodowanie
| Znak                   | ظ                 | ظ                 |
| ---------------------- | ----------------- | ----------------- |
| Nazwa w Unikodzie      | Arabic Letter Zah | Arabic Letter Zah |
| Kodowanie              | dziesiątkowo      | szesnastkowo      |
| Unicode                | 1592              | U+0638            |
| UTF-8                  | 216 184           | d8 b8             |
| Odwołania znakowe SGML | &#1592;           | &#x0638;          |